# Hraniční přechod Bílá-Bumbálka – Makov
Hraniční přechod Bílá-Bumbálka – Makov (slovensky Hraničný priechod Makov – Bílá-Bumbálka) je bývalý silniční hraniční přechod na česko-slovenské státní hranici na hraničním úseku II/34/3, II 34/4 - II/34/5, III/3/7 - III/4 mezi českou obcí Bílá (okres Frýdek-Místek, Moravskoslezský kraj) a slovenskou obcí Makov (okres Čadca, Žilinský kraj). Přechod leží v nadmořské výšce 862 m n. m. na silnici I/35 a Evropské silnici E442; za hranicí pokračuje slovenská silnice č. 10. Před zrušením byl určen pro motoristy, cyklisty a pěší.
Hraniční přechod byl zrušen při vstupu České republiky do Schengenského prostoru v roce 2007. V případě dočasného znovuzavedení ochrany vnitřních hranic je provoz na hraničním přechodu upraven Sdělením Ministerstva vnitra č. 395/2021 Sb.

## Další informace
Hraniční přechod pod vrchem Bumbálka je na rozhraní CHKO Beskydy na české straně a CHKO Kysuce na slovenské straně. Jižně od něj je silniční hraniční přechod stejného označení na silnici II/487 v Makovském průsmyku.